# 大金刚系列游戏列表

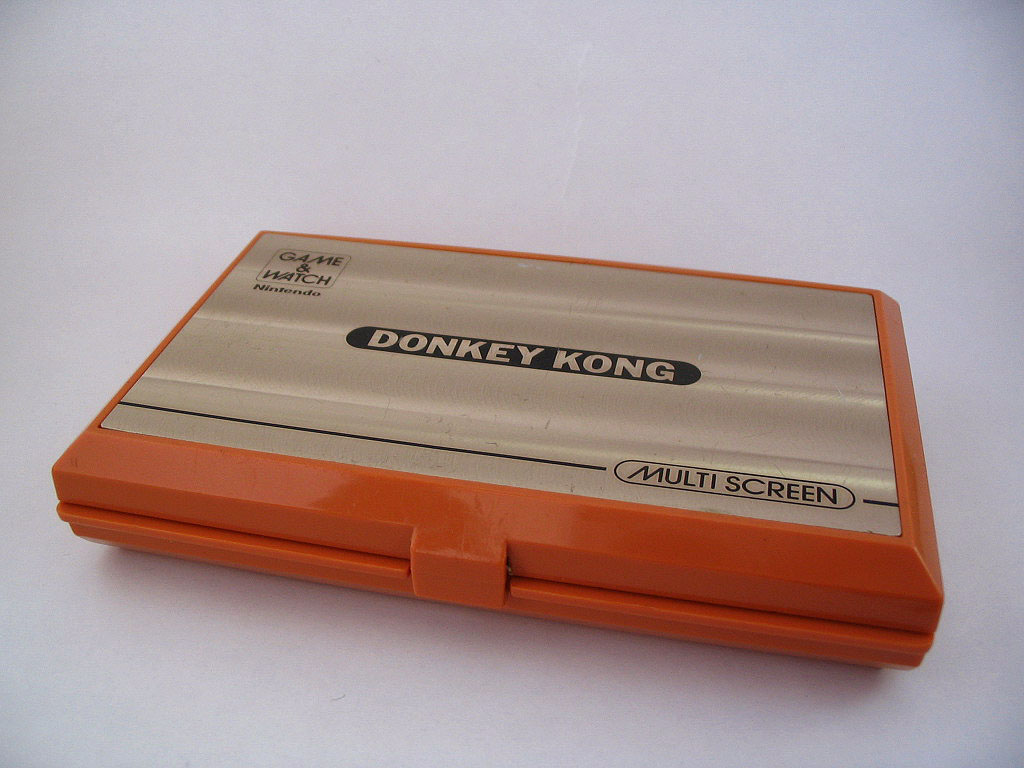
《大金刚》的Game & Watch版本

大金刚系列是由电子游戏设计师宫本茂创作，任天堂、Rare、南梦宫、Retro工作室和Paon发行的电子游戏系列。全系列开山之作是1981年街机游戏《大金刚》，热销之余还为任天堂打开北美市场。大部分《大金刚》游戏曾在電子遊樂場亮相，或在任天堂从红白机到最新世代電子遊戲機与掌上遊戲機发行。部分街机游戏移植到第三方家用游戏机平台，或直接由第三方公司开发。大金刚系列的全球总销量突破4800万份，在电子游戏史上名列前茅。
大金刚系列以平台游戏为主，也有竞速和节奏等类别。全系列以名叫“大金刚”的拟人化大猩猩及其家人为核心，而且大部分游戏的主角就是大金刚。许多大金刚游戏包含配角，玩家可操控大金刚家族的不同角色。评论界普遍认为，大金刚系列的成功主要靠技术创新和平台游戏操作的娱乐效果。

## 街机
| 作品                                              | |
| ------------------------------------------------- | --- |
| 大金刚首发日期： - 日本：1981年 - 北美：1981年7月 | 各平台发行年份： 1981年：街机、雅達利2600 1982年：Intellivision、ColecoVision、桌上微型街机 1983年：红白机、康懋達64、Apple II、个人电脑、TI-99、雅达利八位游戏机 1986年：红白机、Amstrad CPC 1988年：雅达利7800、FC磁碟機 1999年：任天堂64（《大金刚64》内置） 2001年：任天堂GameCube（《動物森友會》系列内置） 2002年：任天堂电子阅读器 2004年：Game Boy Advance 2006年：Wii Virtual Console 2013年：Wii U Virtual Console、任天堂3DS Virtual Console |
| 大金刚首发日期： - 日本：1981年 - 北美：1981年7月 | 备注： - 任天堂开发街机版 - 宫本茂开发本作取代失败街机游戏《雷达范围》（レーダースコープ）维持任天堂运营 - 《大金刚》极其热销，卖出的街机台数以万计。 - 任天堂史上成绩最亮眼的两员大将跳跳人（即后来的马力欧）与大金刚都在本作问世 - 针对众多家用游戏机平台重新发行，其中绝大部分是第三方开发 - 街机原版包含四大关卡，大部分家用机版至少削减一关 - Coleco生产桌上微型街机版                                                                                             |
| 大金刚Jr.首发日期： - 北美：1982年7月             | 各平台发行年份： 1982年：街机 1983年：红白机、Intellivision、雅达利2600、ColecoVision、桌上微型街机 1984年：雅达利800 1986年：红白机 1988年：雅达利7800 2001年：任天堂GameCube（《動物森友會》系列内置） 2002年：任天堂电子阅读器 2006年：Wii Virtual Console 2012年：任天堂3DS Virtual Console 2013年：Wii U Virtual Console |
| 大金刚Jr.首发日期： - 北美：1982年7月             | 备注： - 任天堂开发街机版 - 《大金刚Jr.》是《大金刚》的续作 - 跳跳人在本作改名“马力欧” - 跳跳人在《大金刚》是主要角色，但马力欧在《大金刚Jr.》变成玩家的敌人 - 与前作程度类似，本作也由第三方开发商针对众多家用游戏机平台开发 - Coleco和任天堂制作桌上微型街机版 |
| 大金刚3首发日期： - 北美：1983年                  | 各平台发行年份： 1983年：街机 1984年：红白机 1986年：红白机 2001年：任天堂GameCube（《動物森友會》系列内置） 2003年：任天堂电子阅读器 2008年：Wii Virtual Console |
| 大金刚3首发日期： - 北美：1983年                  | 备注： - 任天堂开发街机版 - 玩家需操纵斯坦利从下方用农药朝大金刚开火，促使大金刚离开花园 - 前两作都是平台游戏，本作是射击游戏 |
| 大金刚狂野丛林首发日期： - 日本：2005年           | 各平台发行年份： 2005年：街机 |
| 大金刚狂野丛林首发日期： - 日本：2005年           | 备注： - 卡普空开发 |

## 家用游戏机
| 作品 | |
| --- | --- |
| 小金剛算數首发日期： - 日本：1983年12月12日 - 北美：1985年10月 - PAL：1986年                                      | 各平台发行年份： 1983年：红白机 2001年：任天堂GameCube（《動物森友會》系列内置） 2007年：Wii Virtual Console                                     |
| 小金剛算數首发日期： - 日本：1983年12月12日 - 北美：1985年10月 - PAL：1986年                                      | 备注： - 任天堂开放本作 - 游戏分单人和双人两种模式，均需玩家解决算术问题                                                                         |
| 超级大金刚首发日期： - 英国：1994年11月18日 - 北美：1994年11月21日 - 欧洲：1994年11月24日 - 日本：1994年11月26日  | 各平台发行年份： 1994年：超級任天堂 2000年：Game Boy Color 2003年：Game Boy Advance 2006年：Wii Virtual Console                                  |
| 超级大金刚首发日期： - 英国：1994年11月18日 - 北美：1994年11月21日 - 欧洲：1994年11月24日 - 日本：1994年11月26日  | 备注： - Rare开发的首款大金刚系列游戏 - 卖出超八百万份                                                                                           |
| 超级大金刚2 迪科斯与迪迪首发日期： - 日本：1995年11月21日 - 北美：1995年12月 - PAL：1995年12月14日                | 各平台发行年份： 1995：超級任天堂 2004年：Game Boy Advance 2007年：Wii Virtual Console                                                           |
| 超级大金刚2 迪科斯与迪迪首发日期： - 日本：1995年11月21日 - 北美：1995年12月 - PAL：1995年12月14日                | 备注： - Rare开发 - 人物不含大金刚，但有狄狄剛（迪迪）和女友蒂克斯剛（迪科斯）                                                                   |
| 超级大金刚3首发日期： - 北美：1996年11月18日 - 日本：1996年11月23日 - PAL：1996年12月13日                         | 各平台发行年份： 1996年：超级任天堂 2005年：Game Boy Advance 2007年：Wii Virtual Console                                                         |
| 超级大金刚3首发日期： - 北美：1996年11月18日 - 日本：1996年11月23日 - PAL：1996年12月13日                         | 备注： - Rare开发 - 不含大金刚和狄狄剛，蒂克斯剛和堂兄弟汀奇剛（基迪）出场 - 任天堂64北美地區在本作发行两个月前面世，导致《超级大金刚3》销量下滑 |
| 迪迪刚赛车首发日期： - 日本：1997年11月21日 - PAL：1997年11月21日 - 北美：1997年11月24日                          | 各平台发行年份： 1997年：任天堂64 2007年：任天堂DS                                                                                               |
| 迪迪刚赛车首发日期： - 日本：1997年11月21日 - PAL：1997年11月21日 - 北美：1997年11月24日                          | 备注： - Rare开发 - Rare从还在开发游戏里挪用与松鼠库克到本作，均为玩家角色 - 后发布任天堂DS版时更名《迪迪刚赛车DS》并有额外内容                  |
| 大金刚64首发日期： - 北美：1999年11月22日 - PAL：1999年12月3日 - 日本：1999年12月10日                             | 各平台发行年份： 1999年：任天堂64 |
| 大金刚64首发日期： - 北美：1999年11月22日 - PAL：1999年12月3日 - 日本：1999年12月10日                             | 备注： - Rare开发 - 本作是类似《超級瑪利歐64》和《班卓熊大冒险》的冒险游戏                                                                       |
| 大金刚鼓首发日期： - 日本：2003年12月12日 - 北美：2004年9月27日 - PAL：2004年10月15日                             | 各平台发行年份： 2004年：任天堂GameCube |
| 大金刚鼓首发日期： - 日本：2003年12月12日 - 北美：2004年9月27日 - PAL：2004年10月15日                             | 备注： - 南梦宫与任天堂合作开发 - 游戏副本与DK Bongos外设捆绑销售 - 本作是类似《勁爆熱舞》系列的节奏游戏                                         |
| 大金刚鼓2首发日期： - 日本：2004年7月1日 - 北美：2005年5月9日 - PAL：2005年6月3日                                 | 各平台发行年份： 2004年：任天堂GameCube |
| 大金刚鼓2首发日期： - 日本：2004年7月1日 - 北美：2005年5月9日 - PAL：2005年6月3日                                 | 备注： - 南梦宫开发 - 游戏副本与DK Bongos外设捆绑销售 - 与《大金刚鼓》类似但曲目不同                                                             |
| 大金刚 丛林节拍首发日期： - 日本：2004年12月16日 - PAL：2005年2月4日 - 北美：2005年3月14日                        | 各平台发行年份： 2004年：任天堂GameCube 2009年：Wii                                                                                              |
| 大金刚 丛林节拍首发日期： - 日本：2004年12月16日 - PAL：2005年2月4日 - 北美：2005年3月14日                        | 备注： - 任天堂情報開發本部开发 - 玩家可用任天堂GameCube游戏机或DK Bongos外设操作 - 部分副本与外设捆绑销售 - 后发布Wii和用Wii玩平台并支持宽屏    |
| 大金刚鼓3首发日期： - 日本：2005年3月17日                                                                         | 各平台发行年份： 2005年：任天堂GameCube |
| 大金刚鼓3首发日期： - 日本：2005年3月17日                                                                         | 备注： - 南梦宫开发 - 用DK Bongos外设操作 - 只在日本发行                                                                                         |
| 大金刚：喷射木桶首发日期： - 日本：2007年6月28日 - 北美：2007年10月8日 - 欧洲：2008年2月25日                      | 各平台发行年份： 2007年：Wii |
| 大金刚：喷射木桶首发日期： - 日本：2007年6月28日 - 北美：2007年10月8日 - 欧洲：2008年2月25日                      | 备注： - Paon开发 - 类似卡丁车风格的竞速游戏 - 本是为任天堂GameCube平台开发，后移值到Wii                                                         |
| 大金刚 回归首发日期： - 北美：2010年11月21日 - 澳洲：2010年12月2日 - 欧洲：2010年12月3日 - 日本：2010年12月9日    | 各平台发行年份： 2010年：Wii 2013年：任天堂3DS                                                                                                   |
| 大金刚 回归首发日期： - 北美：2010年11月21日 - 澳洲：2010年12月2日 - 欧洲：2010年12月3日 - 日本：2010年12月9日    | 备注： - Retro工作室开发 - 后以《大金刚 回归3D》之名发行任天堂3DS版 - 以超级任天堂平台的《超级大金刚》为基础开发                                 |
| 大金刚 热带寒流首发日期： - 日本：2014年2月13日 - 北美：2014年2月21日 - 欧洲：2014年2月21日 - 澳洲：2014年2月22日 | 各平台发行年份： 2014年：Wii U 2018年：任天堂Switch                                                                                              |
| 大金刚 热带寒流首发日期： - 日本：2014年2月13日 - 北美：2014年2月21日 - 欧洲：2014年2月21日 - 澳洲：2014年2月22日 | 备注： - Retro工作室开发 - 《大金刚 回归》续作                                                                                                   |
| 马里奥对大金刚：大家的迷你岛首发日期： - 北美：2015年3月5日 - 日本：2015年3月19日 - PAL：2015年3月20日            | 各平台发行年份： 2015年：任天堂eShop |
| 马里奥对大金刚：大家的迷你岛首发日期： - 北美：2015年3月5日 - 日本：2015年3月19日 - PAL：2015年3月20日            | 备注： - 任天堂开发 - 只能从任天堂eShop下载 |

## 掌上游戏
| 作品 | |
| --- | --- |
| Game & Watch版《大金刚》首发日期： - 北美：1982年                                                                        | 各平台发行年份： 1982年：Game & Watch 1998年年：Game Boy Color 2002年：Game Boy Advance 2009年：任天堂DS |
| Game & Watch版《大金刚》首发日期： - 北美：1982年                                                                        | 备注： - 任天堂开发 - 类似街机版《大金刚》，跳跳人需避开水桶攀上建筑，但通关方法不同。玩家需触发屏幕上方的开关启动钩子，然后操纵人物跳上钩，成功就能打掉一枚销钉并返回起点，失败就会摔死。打掉所有销钉后大金刚就会因楼房倒塌倒落。 - 双屏格式 - Game & Watch版后经重新编译发行Game Boy Color和Game Boy Advance版 - 收入任天堂专为任天堂DS发布的合集《Game & Watch游戏收藏》 |
| Game & Watch版《大金刚Jr.》首发日期： - 北美：1982年                                                                     | 各平台发行年份： 1982年：Game & Watch 1998年：Game Boy Color 2002年：Game Boy Advance 2010年：DSiWare |
| Game & Watch版《大金刚Jr.》首发日期： - 北美：1982年                                                                     | 备注： - 任天堂开发 - 宽屏格式 - Game & Watch版后经重新编译发行Game Boy Color和Game Boy Advance版，2010年提供DSiWare版下载 |
| 《大金刚2》首发日期： - 北美：1983年                                                                                     | 各平台发行年份： 1982年：Game & Watch |
| 《大金刚2》首发日期： - 北美：1983年                                                                                     | 备注： - 任天堂开发 - Game & Watch版《大金刚Jr.》的续作，1983年发布宽屏版 |
| Game & Watch版《大金刚3》首发日期： - 北美：1984年                                                                       | 各平台发行年份： 1984年：Game & Watch 2002年：Game Boy Advance |
| Game & Watch版《大金刚3》首发日期： - 北美：1984年                                                                       | 备注： - 任天堂开发 - Game Boy Advance平台的《Game & Watch全集4》收集 |
| 《大金刚马戏团》首发日期： - 北美：20世纪80年代初                                                                        | 各平台发行年份： 1984年：Game & Watch |
| 《大金刚马戏团》首发日期： - 北美：20世纪80年代初                                                                        | 备注： - 任天堂开发 - Game and Watch原创游戏 |
| 《大金刚曲棍球》首发日期： - 北美：20世纪80年代初                                                                        | 各平台发行年份： 1984年：Game & Watch |
| 《大金刚曲棍球》首发日期： - 北美：20世纪80年代初                                                                        | 备注： - 任天堂开发 - Game and Watch原创游戏 |
| 大金刚GB版首发日期： - 日本：1994年6月14日 - 北美：1994年 - PAL：1994年9月24日                                           | 各平台发行年份： 1994年：Game Boy 2011年：任天堂3DS |
| 大金刚GB版首发日期： - 日本：1994年6月14日 - 北美：1994年 - PAL：1994年9月24日                                           | 备注： - 任天堂开发 - 根据《大金刚》街机版开发，不但包含原版四关，还有另外96关，相当于《大金刚》、《大金刚Jr.》和《超级马力欧兄弟USA》混合版 - 后发布任天堂3DS Virtual Console下载 |
| Nelsonic游戏手表版《大金刚》首发日期： - 北美：1994年                                                                    | 各平台发行年份： 1994年：Nelsonic游戏手表 |
| Nelsonic游戏手表版《大金刚》首发日期： - 北美：1994年                                                                    | 备注： - 与街机版基本一致 |
| 大金刚大陆首发日期： - 北美：1995年6月26日 - 日本：1995年7月27日 - PAL：1995年8月24日                                    | 各平台发行年份： 1995年：Game Boy |
| 大金刚大陆首发日期： - 北美：1995年6月26日 - 日本：1995年7月27日 - PAL：1995年8月24日                                    | 备注： - Rare开发 - 类似《超级大金刚》的平台游戏 - 使用Super Game Boy可加强画质 |
| 大金刚大陆2首发日期： - 北美：1996年9月23日 - 日本：1996年11月23日 - PAL：1996年11月28日                                 | 各平台发行年份： 1996年：Game Boy |
| 大金刚大陆2首发日期： - 北美：1996年9月23日 - 日本：1996年11月23日 - PAL：1996年11月28日                                 | 备注： - Rare开发 - 以《超级大金刚2 迪科斯与迪迪》为基础开发，但因Game Boy系统限制缺乏许多功能，关卡设计也截然不同 - 用Super Game Boy可加强画质 |
| 大金刚大陆3首发日期： - 北美：1997年10月27日 - PAL：1997年10月30日 - 日本：2000年1月28日                                 | 各平台发行年份： 1997年：Game Boy |
| 大金刚大陆3首发日期： - 北美：1997年10月27日 - PAL：1997年10月30日 - 日本：2000年1月28日                                 | 备注： - Rare开发 - 以《超级大金刚3》为基础开发，但没有家用游戏机版的探索功能 - 用Super Game Boy可加强画质 - 游戏在美国和欧洲发布超两年后于2000年1月28日在日本独家发行Game Boy Color增强版 |
| 马里奥对大金刚首发日期： - 北美：2004年5月24日 - 日本：2004年6月1日 - 欧洲：2004年11月19日                               | 各平台发行年份： 2004年：Game Boy Advance |
| 马里奥对大金刚首发日期： - 北美：2004年5月24日 - 日本：2004年6月1日 - 欧洲：2004年11月19日                               | 备注： - 任天堂软件技术开发 - 相当于Game Boy版《大金刚》的续作 |
| 《大金刚摇摆之王》首发日期： - PAL：2005年2月4日 - 日本：2005年5月19日 - 北美：2005年9月19日                             | 各平台发行年份： 2005年：Game Boy Advance |
| 《大金刚摇摆之王》首发日期： - PAL：2005年2月4日 - 日本：2005年5月19日 - 北美：2005年9月19日                             | 备注： - Paon开发 - 通关方法从传统的平台模式改成角色用钉子荡到关底 |
| 马里奥对大金刚2首发日期： - 北美：2006年9月25日 - 欧洲：2007年3月9日 - 日本：2007年4月12日                               | 各平台发行年份： 2006年：任天堂DS |
| 马里奥对大金刚2首发日期： - 北美：2006年9月25日 - 欧洲：2007年3月9日 - 日本：2007年4月12日                               | 备注： - 任天堂开发 - Game Boy Advance版《马里奥对大金刚》的续作 - 支持触屏控制 |
| 《大金刚：丛林攀越者》首发日期： - 日本：2007年8月9日 - 北美：2007年9月10日 - 欧洲：2007年10月12日 - 澳洲：2007年11月1日 | 各平台发行年份： 2006年：任天堂DS |
| 《大金刚：丛林攀越者》首发日期： - 日本：2007年8月9日 - 北美：2007年9月10日 - 欧洲：2007年10月12日 - 澳洲：2007年11月1日 | 备注： - Paon开发 - 《大金刚摇摆之王》续作 |
| 马里奥对大金刚2：迷你大行进首发日期： - 北美：2009年6月8日 - 欧洲：2009年8月21日 - 日本：2009年10月7日                   | 各平台发行年份： 2009年：DSiWare |
| 马里奥对大金刚2：迷你大行进首发日期： - 北美：2009年6月8日 - 欧洲：2009年8月21日 - 日本：2009年10月7日                   | 备注： - 任天堂开发 - 仅提供DSiWare下载 - 游戏操作类似《马里奥对大金刚2》 |
| 瑪利歐vs.大金剛 突擊！迷你樂園首发日期： - 北美：2010年11月14日 - 日本：2010年12月2日 - 欧洲：2011年2月4日               | 各平台发行年份： 2010年：任天堂DS |
| 瑪利歐vs.大金剛 突擊！迷你樂園首发日期： - 北美：2010年11月14日 - 日本：2010年12月2日 - 欧洲：2011年2月4日               | 备注： - 任天堂开发 |
| 马里奥对大金刚：迷你行动首发日期： - 北美：2013年5月9日 - 欧洲：2013年5月9日 - 日本：2013年7月24日                       | 各平台发行年份： 2013年：任天堂3DS eShop |
| 马里奥对大金刚：迷你行动首发日期： - 北美：2013年5月9日 - 欧洲：2013年5月9日 - 日本：2013年7月24日                       | 备注： - 任天堂开发 - 只能从任天堂eShop下载 |
| 马里奥对大金刚：大家的迷你岛首发日期： - 北美：2015年3月5日 - 日本：2015年3月19日 - PAL：2015年3月20日                   | 各平台发行年份： 2015年：任天堂3DS eShop |
| 马里奥对大金刚：大家的迷你岛首发日期： - 北美：2015年3月5日 - 日本：2015年3月19日 - PAL：2015年3月20日                   | 备注： - 任天堂开发 - 只能从任天堂eShop下载 |

## 取消的游戏
| 作品                      | |
| ------------------------- | --- |
| 大金刚赛车取消日期： 2002 | 原定平台与发行年份： 任天堂GameCube |
| 大金刚赛车取消日期： 2002 | 备注： - Rare开发 - 《迪迪刚赛车》的续作 - 2002年微软收购Rare，后者此时正开发多款大金刚IP游戏。《大金刚赛车》的开发消息在收购前已经公布，但项目后来取消，始终没有面世 |

| 作品                  |                                                         |
| --------------------- | ------------------------------------------------------- |
| 迪迪刚取消日期： 2002 | 原定平台与发行年份： Game Boy Advance                   |
| 迪迪刚取消日期： 2002 | 备注： 微软收购Rare后修改本作并以《班卓飞行员》之名发布 |

| 作品                        |                                                       |
| --------------------------- | ----------------------------------------------------- |
| 大金刚椰子王取消日期： 2002 | 原定平台与发行年份： Game Boy Advance                 |
| 大金刚椰子王取消日期： 2002 | 备注： 微软收购Rare后修改本作并以《内裤先生》之名发布 |